# Shah Wali Taranasaz
Shah Wali Taranasaz   (Badakhxan, 11 de desembre de 1927 - Califòrnia, 2007) va ser un cantant i compositor de Badakhshan, Afganistan.
Taranasaz va cantar més de 300 cançons en persa. Va compondre cançons tradicionals i populars i algunes que criticaven els talibans. Després de fugir d’Afganistan, es va traslladar a la ciutat de Nova York i, després, a Fremont, on podia estar més a prop de l'escena musical afganesa. Va morir el 2007 i li van sobreviure una dona i dos fills.